# Брокум
Брокум (њем. Brockum) општина је у њемачкој савезној држави Доња Саксонија. Једно је од 47 општинских средишта округа Дипхолц. Према процјени из 2010. у општини је живјело 1.071 становника. Посједује регионалну шифру (AGS) 3251009.

## Географски и демографски подаци
Брокум се налази у савезној држави Доња Саксонија у округу Дипхолц. Општина се налази на надморској висини од 60 метара. Површина општине износи 30,6 km². У самом мјесту је, према процјени из 2010. године, живјело 1.071 становника. Просјечна густина становништва износи 35 становника/km².